# Eucalyptus cordieri
Eucalyptus cordieri är en myrtenväxtart som beskrevs av Trabut. Eucalyptus cordieri ingår i släktet Eucalyptus och familjen myrtenväxter. Inga underarter finns listade i Catalogue of Life.